# Porsche Panamera
Porsche Panamera (укр. Порше Панамера) — пʼятидверний спортивний фастбек класу Гран Турізмо із передньомоторною компоновкою і повним або заднім приводом. Виробляються компанією Porsche з 2009 року.
Випуск і продажі автомобіля почались в 2009 році. Автомобіль отримав імʼя Panamera завдяки успішним виступам Porsche в гонці Каррера Панамерикана, яка проходила в 50-х роках ХХ століття. Влітку 2013 року Panamera пережила модернізацію, освіжили ходові та задні вогні, зʼявились покращення в салоні.

## Перше покоління (970; 2009-2016)

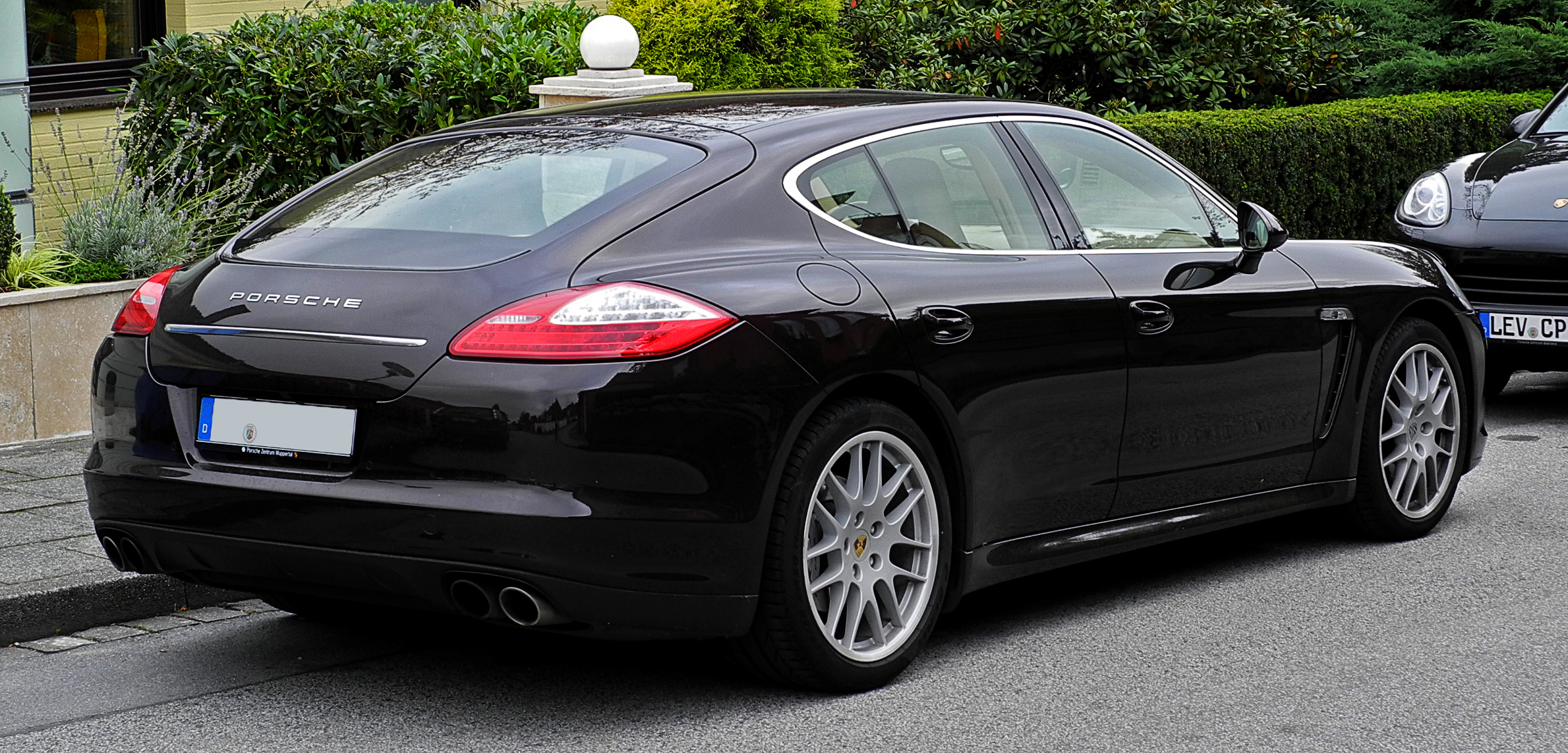
Porsche Panamera 4S (2009-2013)

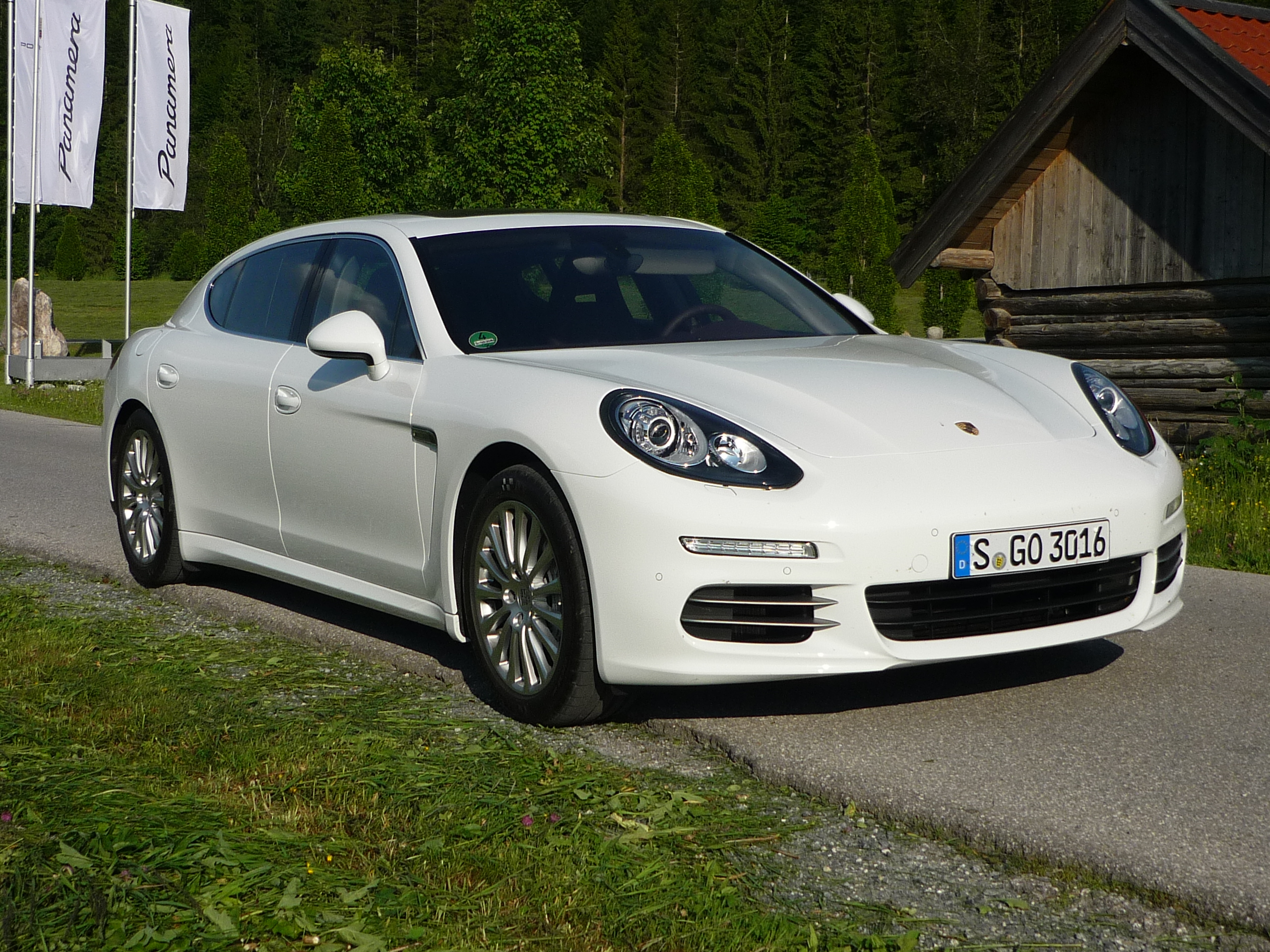
Porsche Panamera (2013-2016)

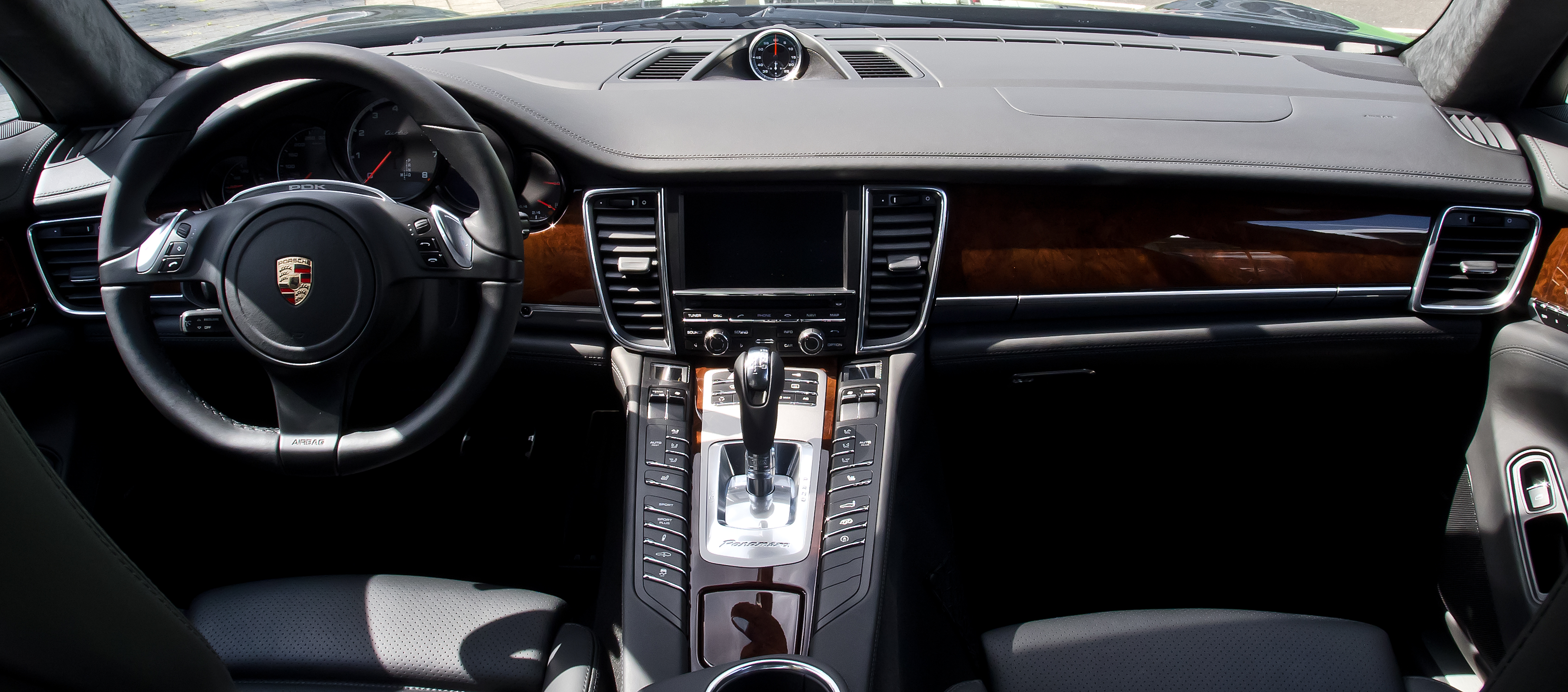
Салон Porsche Panamera

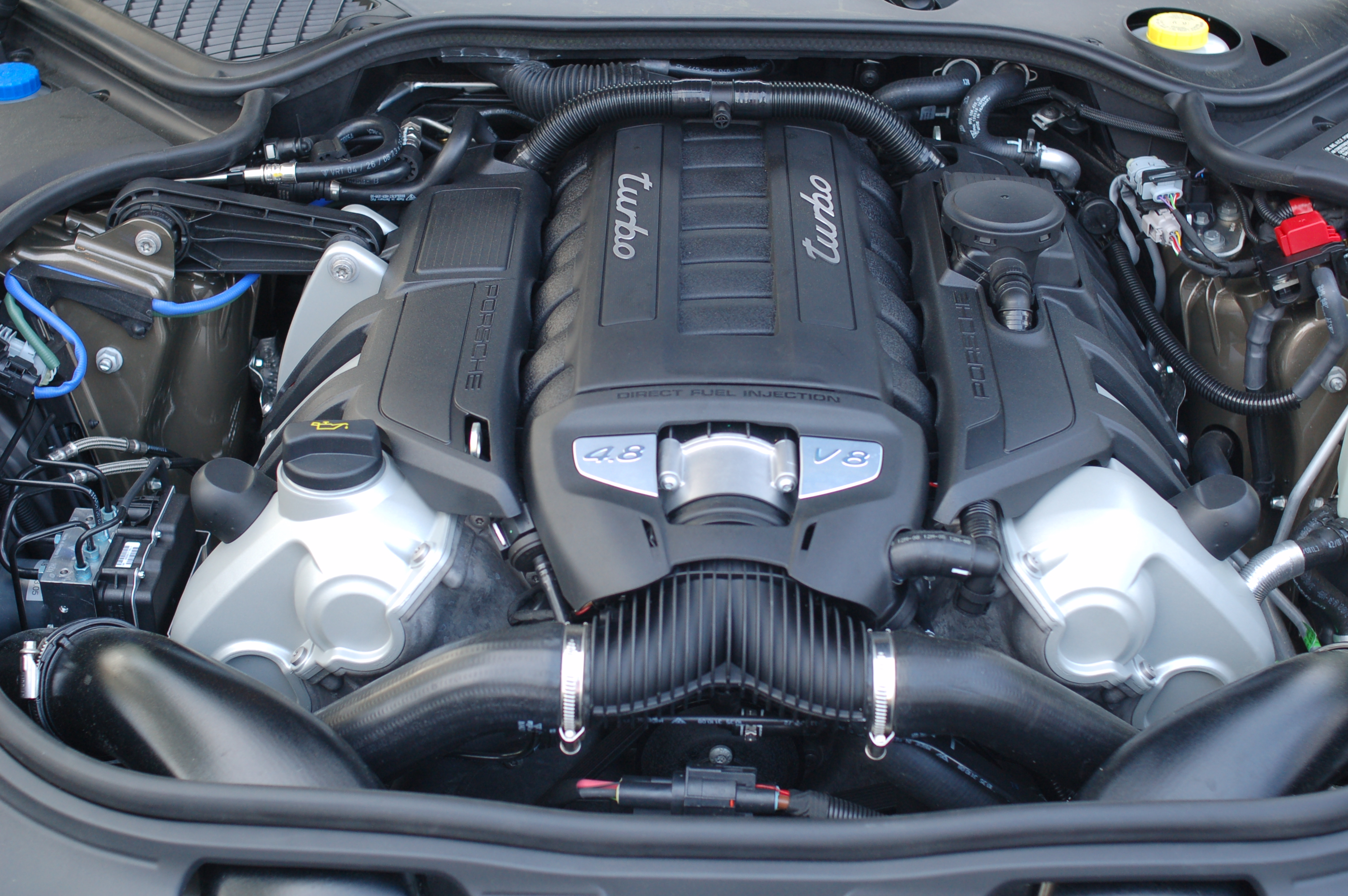
Двигун Porsche Panamera

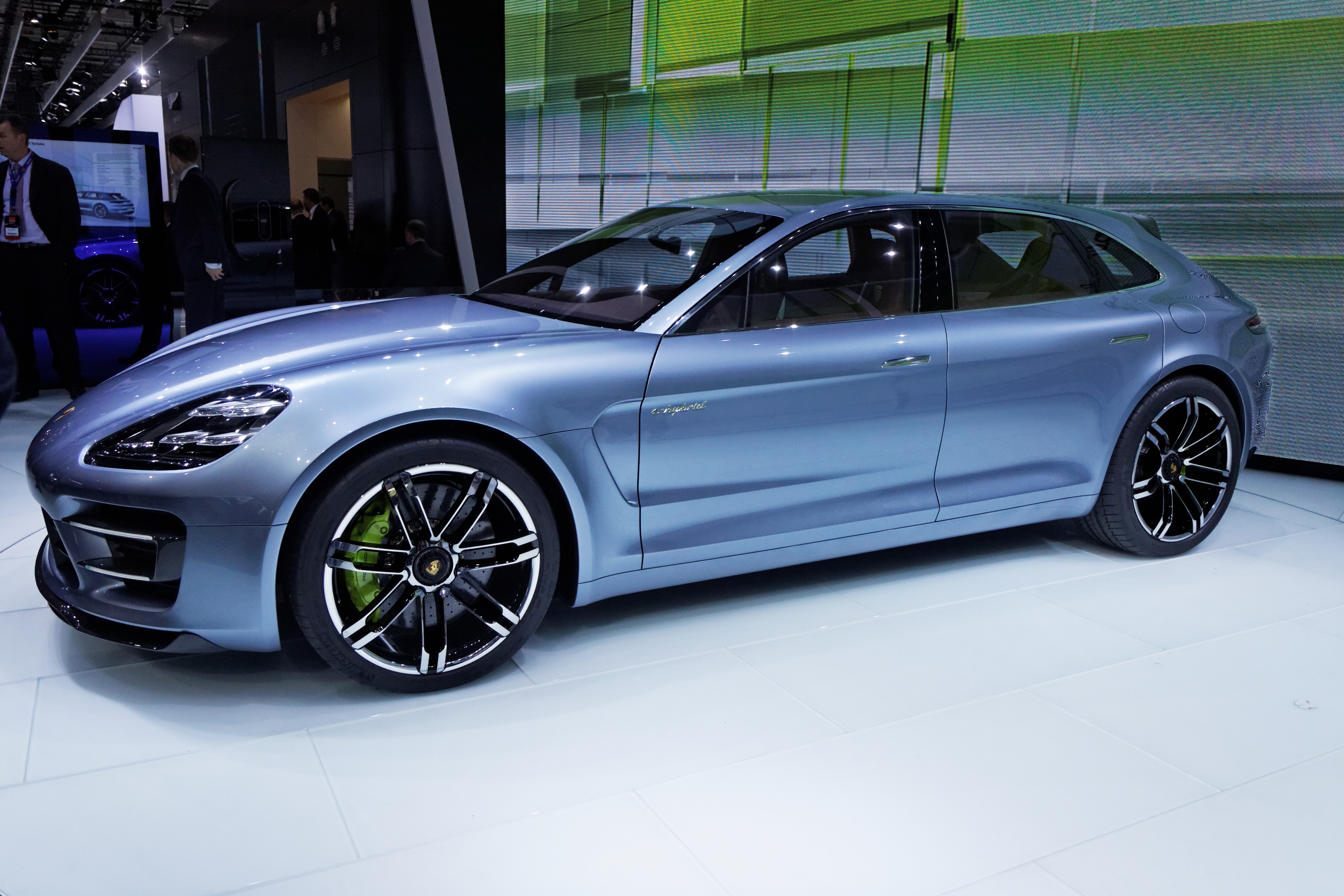
Porsche Panamera Sport Turismo concept

Перше покоління Porsche Panamera дебютувало на автосалоні в Шанхаї 2009 року.
В 2013 році модель модернізували, змінивши зовнішній вигляд, оснащення і двигуни.
Загалом, у новий 2016 рік Porsche Panamera перейшов без особливих змін. Слід лише зазначити, що з’явився новий утримувач зарядної док-станції для моделі E Hybrid та розважальна система для пасажирів другого ряду.

### Двигуни
Porsche Panamera оснащується тими ж двигунами, що і Porsche Cayenne. Однак, для того, щоб розмістити ці двигуни під нижчим капотом інженерам з Porsche довелося «сплющити» піддони картера, а на повнопривідних версіях ще й пропустити привідний вал лівого переднього колеса крізь блок циліндрів. Так само модифікації піддався кривошипно-шатунний механізм. Було знижено тертя і зменшена маса деталей, що обертаються на 16,5% (9,5 кг). Робоча температура моторів стала вищою, що дозволило збільшити ККД двигунів. Однак збільшення ефективності двигунів було конвертовано не в потужність, а в економію витрат палива. У режимі Sport Plus в глушниках відкриваються заслінки, знижуючи протитиск. Що призводить до збільшення потужності.

### Трансмісія
Задньопривідна модель Porsche Panamera S комплектується механічною коробкою передач. У той час як повнопривідні модифікації поставляються з 7-ми ступінчастою автоматичною коробкою передач з подвійним зчепленням. Крім того, разом з автоматичною коробкою встановлюється система Start / Stop. Це перший випадок встановлення подібної системи на автомобілі з двома педалями. Суть цієї системи в наступному: коли водій гальмує до повної зупинки - двигун глушиться, а коли відпускає педаль гальма - знову заводиться. Це дозволяє економити паливо в змішаному циклі на 0,6 л/100 км, а в міському режимі - 1,5 л/100 км.

### Кузов
Плоске дно і похилий дах забезпечують версії Panamera S коефіцієнт лобового опору 0,29. Для машин з турбонаддувом і інтеркулером в передньому бампері Cx трохи гірше - 0,3. Ззаду встановлюється підйомно-розсувний спойлер, який при швидкості 250 км/год створює додаткове притискне зусилля 650 ньютонів.
Велика частина силової «клітки» кузова зварена зі сталі гарячого формування, зміцненої або надміцної. Передні лонжерони алюмінієві, до сталевих деталей вони кріпляться заклепками через прокладки, що перешкоджають електрохімічній корозії. З алюмінію виконані і всі навісні деталі. Рамки радіатора і дверей відлиті з магнієвого сплаву і у випадку аварії ремонту не підлягають.

### Технічні дані
| Porsche Panamera:           | Panamera S                                                                                   | Panamera 4S                                                                                  | Panamera Turbo                                                                               |
| --------------------------- | -------------------------------------------------------------------------------------------- | -------------------------------------------------------------------------------------------- | -------------------------------------------------------------------------------------------- |
| Двигун:                     | V8                                                                                           | V8                                                                                           | V8 з Турбонадувом                                                                            |
| Об'єм:                      | 4806 см³                                                                                     | 4806 см³                                                                                     | 4806 см³                                                                                     |
| Потужність при 1/хв:        | 294 кВт (400 к.с.) при 6500                                                                  | 294 кВт (400 к.с.) при 6500                                                                  | 368 кВт (500 к.с.) при 6000                                                                  |
| Крутний момент при 1/хв:    | 500 Нм при 3500–5000                                                                         | 500 Нм при 3500–5000                                                                         | 700 Нм при 2250–4500                                                                         |
| Ступінь стиску:             | 12,5 : 1                                                                                     | 12,5 : 1                                                                                     | 10,5 : 1                                                                                     |
| Трансмісія:                 | 6-Gang, опція 7-Gang PDK                                                                     | 7-Gang PDK, Повний привід                                                                    | 7-Gang PDK, Повний привід                                                                    |
| Гальма:                     | Aluminium-Monobloc-Festsattelbremsen vorn und hinten Scheiben innenbelüftet und genutet, ABS | Aluminium-Monobloc-Festsattelbremsen vorn und hinten Scheiben innenbelüftet und genutet, ABS | Aluminium-Monobloc-Festsattelbremsen vorn und hinten Scheiben innenbelüftet und genutet, ABS |
| Передня підвіска:           | Aluminium Doppelquerlenker-Vorderachse                                                       | Aluminium Doppelquerlenker-Vorderachse                                                       | Aluminium Doppelquerlenker-Vorderachse                                                       |
| Задня підвіска:             | Aluminium Mehrlenker-Hinterachse                                                             | Aluminium Mehrlenker-Hinterachse                                                             | Aluminium Mehrlenker-Hinterachse                                                             |
| Кузов:                      | Selbsttragende Leichtbaukarosserie in Stahl-Aluminium-Magnesium-Mischbauweise                | Selbsttragende Leichtbaukarosserie in Stahl-Aluminium-Magnesium-Mischbauweise                | Selbsttragende Leichtbaukarosserie in Stahl-Aluminium-Magnesium-Mischbauweise                |
| Паливний бак:               | 80 л                                                                                         | 100 л                                                                                        | 100 л                                                                                        |
| Колія коліс передня/задня:  |                                                                                              |                                                                                              |                                                                                              |
| Колісна база:               | 2920 мм                                                                                      | 2920 мм                                                                                      | 2920 мм                                                                                      |
| Передні колеса:             | 245/50 ZR18 на 8Jx18                                                                         | 245/50 ZR18 на 8Jx18                                                                         | 255/45 ZR19 на 9Jx19                                                                         |
| Задні колеса:               | 275/45 ZR18 на 9Jx18                                                                         | 275/45 ZR18 на 9Jx18                                                                         | 285/40 ZR19 на 10Jx19                                                                        |
| Довжина x Ширина x Висота:  | 4970 x 1931 x 1418 мм                                                                        | 4970 x 1931 x 1418 мм                                                                        | 4970 x 1931 x 1418 мм                                                                        |
| Маса:                       | 1770 кг (з PDK: 1800 кг)                                                                     | 1860 кг                                                                                      | 1970 кг                                                                                      |
| Максимальна швидкість:      | 285 км/год (з PDK: 283 км/год)                                                               | 282 км/год                                                                                   | 303 км/год                                                                                   |
| Розгін 0–100 км/год:        | 5,6 с (з PDK: 5,4 с)                                                                         | 5,0 с                                                                                        | 4,2 с                                                                                        |
| Витрати пального на 100 км: | 12,5 л (з PDK: 10,8 л)                                                                       | 11,1 л                                                                                       | 12,2 л                                                                                       |

### Вартість
Вартість Porsche Panamera в Україні:
- Porsche Panamera S від 86 190 євро
- Porsche Panamera 4S від 91 650 євро
- Porsche Panamera Turbo від 134 300 євро[4]

## Друге покоління (971; 2016-2023)

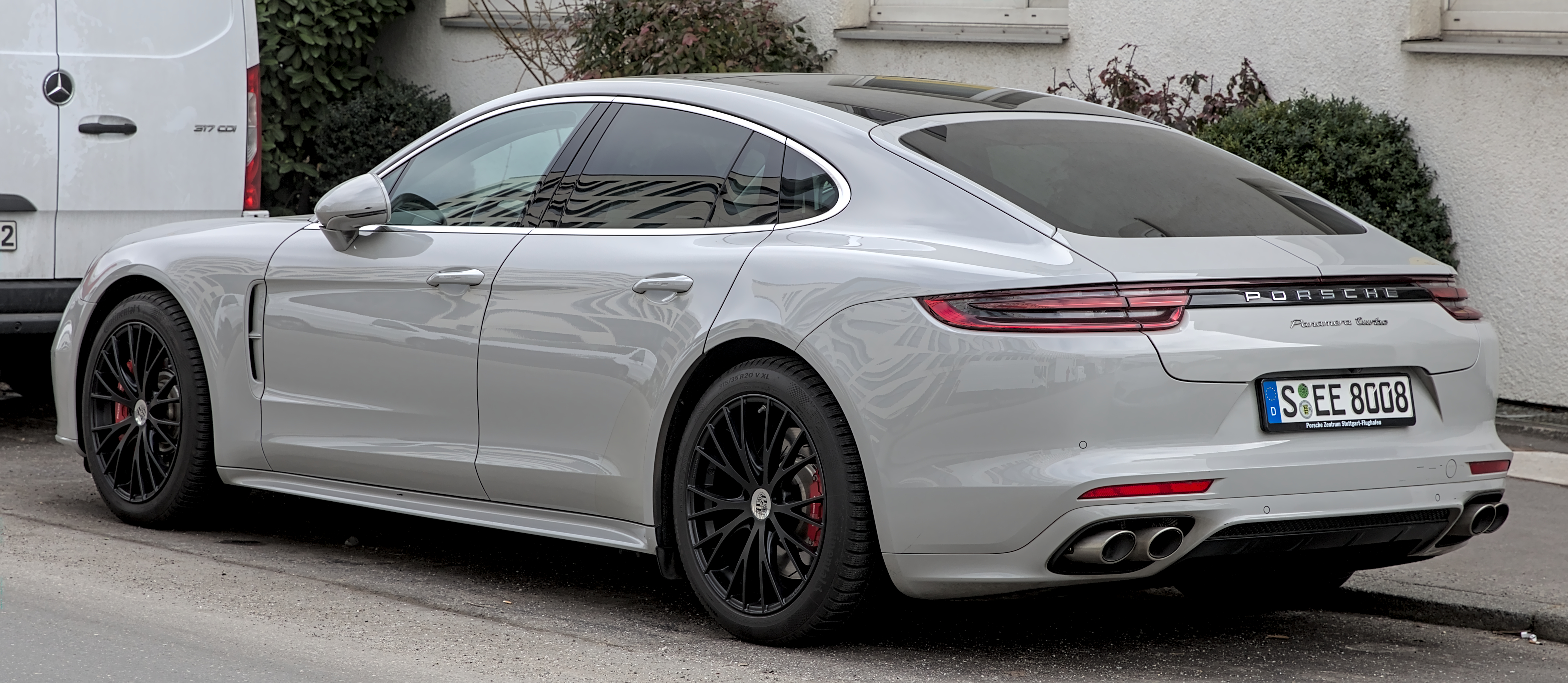
Porsche Panamera Turbo (971)

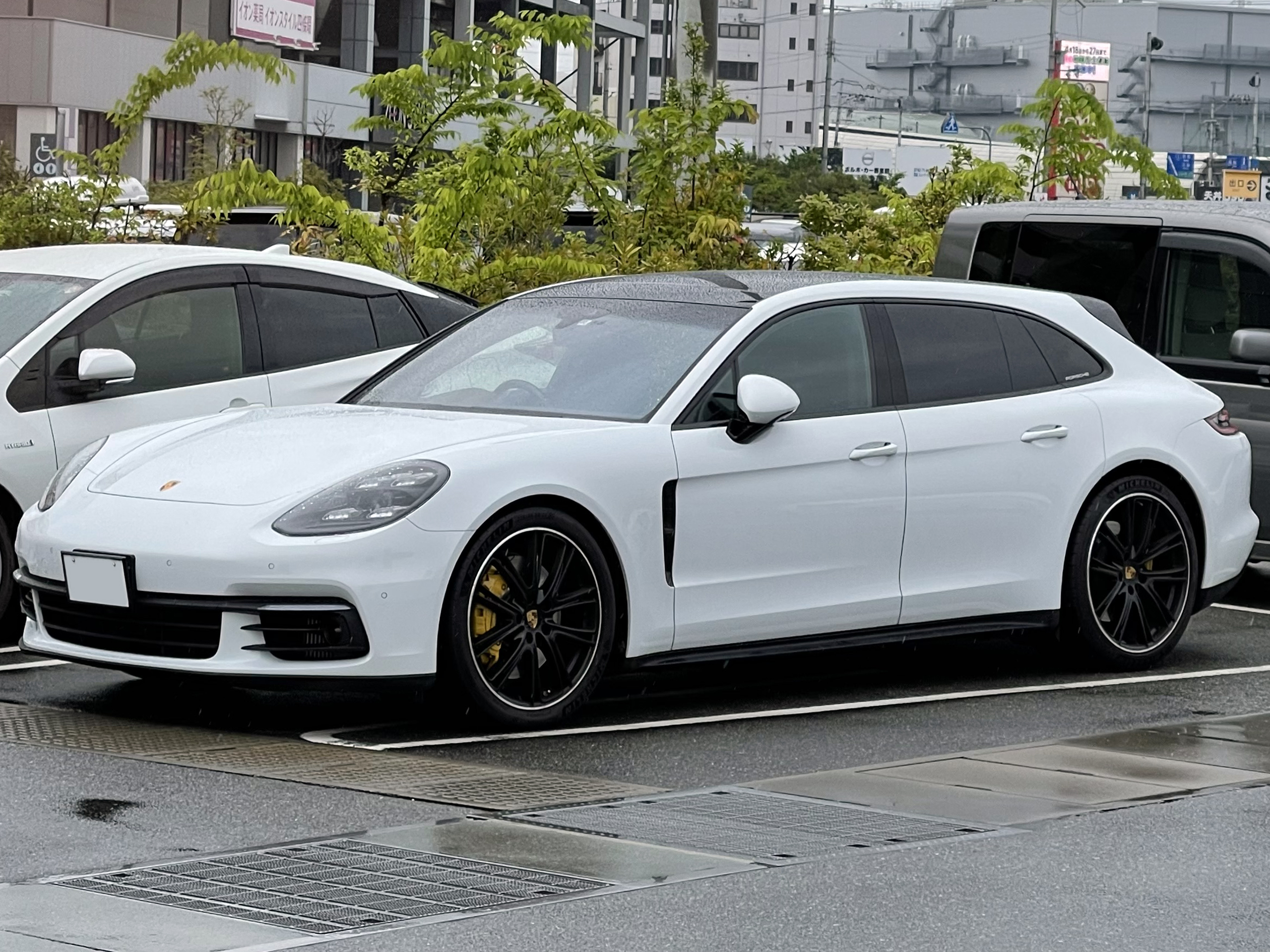
Porsche Panamera Sport Turismo

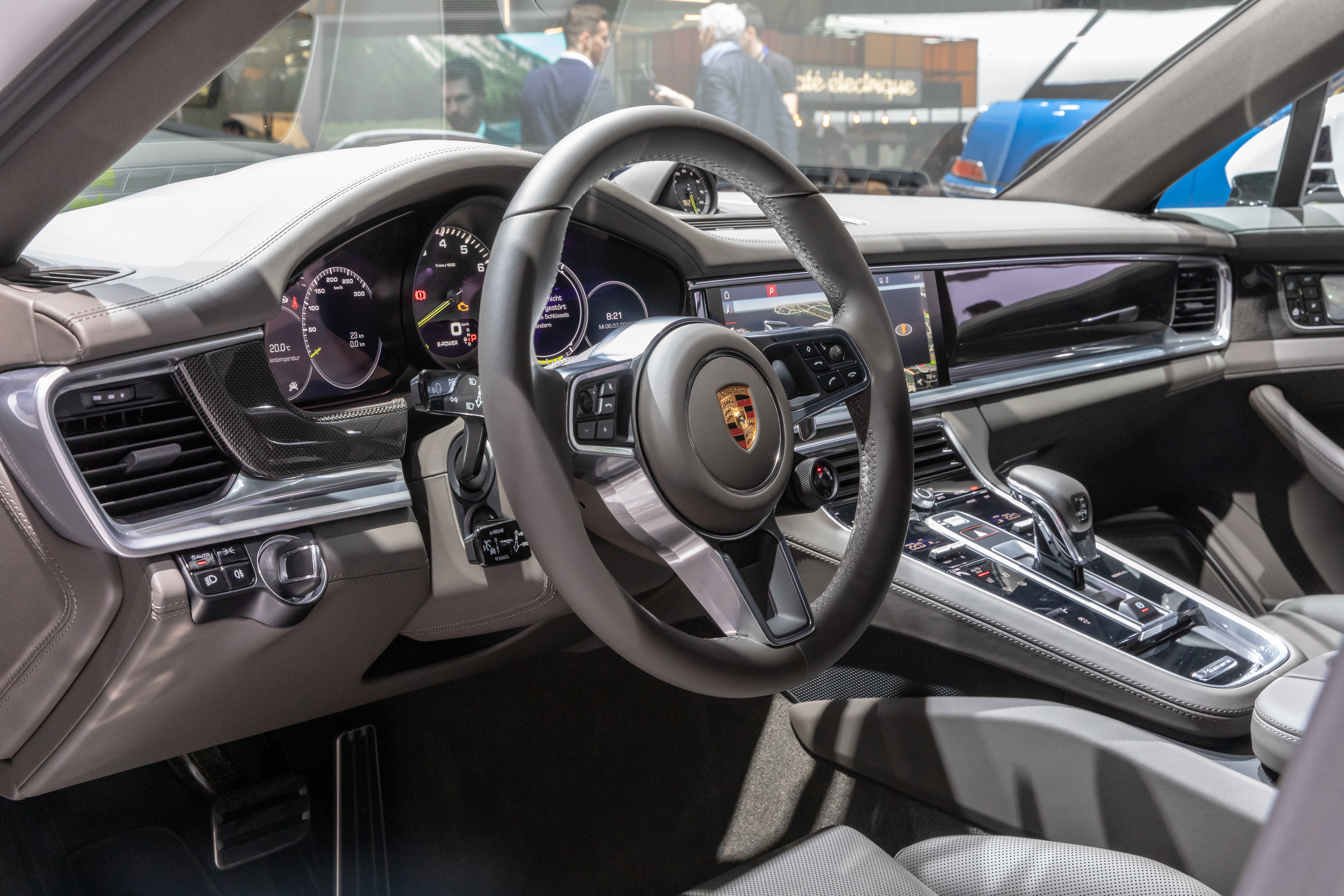

29 червня 2016 року Porsche представляє друге покоління Panamera, всесвітній дебют відбувся на автосалоні в Парижі восени 2016 року. Продажі почались в листопаді 2016 році.
На автосалоні в Лос-Анджелесі в листопаді 2016 року Porsche представила подовжену версію Executive.
2 березня 2017 року на Женевському автосалоні представлено універсал Panamera Sport Turismo. Продажі почалися 7 жовтня 2017 року.
Автомобіль Porsche Panamera другого покоління збудовано на новій платформі MSB.
У салоні Porsche Panamera помітний перехід виробника до цифрового управління - кількість кнопок зведено до мінімуму. Нова концепція носить назву «Porsche Advanced Cockpit» і включає в себе колекцію сенсорних панелей і дисплеїв, на які були перенесені всі функції управління автомобілем - велика частина функцій перенесена на 12,3-дюймовий екран в центральній консолі, а на приладовій панелі розташовані ще два дисплеї діагоналлю 7 дюймів. Знамениту поршевську кнопкову розкладку а-ля Верту на панелі біля важеля КПП замінили на сенсорні клавіші, а велика частина управління функціями тепер розташовуються на центральному дисплеї. При цьому всі сенсорні кнопки оснащені зворотним зв'язком і при спрацьовуванні м'яко вібрують. Всі нові Panamera отримали задню підрулюючу вісь, абсолютно новий регульований складаний задній спойлер, нові фари з функцією стеження за потоком, кватирки для задніх пасажирів і безперервну габаритну нитка вогнів через всю корму (раніше ця функція виділяла лише повнопривідні 911-е). Універсал Panamera Sport Turismo теж отримав активний задній спойлер. Залежно від швидкості руху він опускається або піднімається для забезпечення найкращих аеродинамічних характеристик, а також скорочення шуму при відкритому люку.
Базовий мотор для Porsche Panamera - 2,9-літровий бітурбо V6, який розвиває 440 к.с. потужності (на 20 к.с. потужніший за попередню версію) і 550 Нм крутного моменту. Цього вистачить, щоб розігнати машину до «сотні» за 4,4 секунди (4,2 секунди з пакетом Sport Chrono). Заявлений витрата - 8,1-8,2 літра на 100 км шляху в змішаному циклі. «Топовим» мотором став наддувний 4,0-літровий бензиновий V8, що розвиває 550 к.с. потужності і 770 Нм тяги. Розгін до «сотні» - 3,6 або 3,8 секунди в залежності від опцій. Витрата - 9,3-9,4 літра. Ще одним варіантом став 422-сильний 4,0-літровий дизельний V8 з крутним моментом в 850 Нм - найпотужніший мотор Porsche на важкому паливі. Виробник стверджує, що ця Панамера стане і найшвидшою серійною машиною з дизелем - до «сотні» розігнатися можна за 4,3 секунди з пакетом Sport Chrono Package і за 4,5 секунди без нього. Витрата складе всього 6,7-6,8 літра на 100 км шляху. Доступний і гібридний Porsche Panamera E-Hybrid - бензиновий двигун V6 (330 к.с.) працює в парі з електромотором (100 кВт, 134 к.с.). Але і на цьому виробник не обмежився. Силова установка запропонованої в 2017 році нової версії S E-Hybrid побудована вже на основі чотирилітрового двигуна V8 і забезпечує комбіновану вихідну потужність в 680 к.с.
Всі перераховані двигуни комплектуються 8-ступінчастим «роботом» і системою повного приводу від Panamera першого покоління з багатодисковою муфтою. Пізніше в лінійці з'являться моноприводні виконання. В оснащенні машини є такі елементи, як повністю новий електромеханічний підсилювач рульового керування, трикамерна пневмопідвіска, динамічна система стабілізації з підтримкою розподілу крутного моменту і компенсації кренів, а також повнокероване шасі з підрулюючими задніми колесами. Якщо говорити про кузов, то тепер він повністю виконаний з алюмінію. Зі зміною поколінь Panamera стала більшою: довжина кузова дорівнює 5050 мм (+35 мм), ширина - +1935 мм (+5 мм), а висота досягла 1423 мм (+5 мм). Об'єм багажника виріс до 495 літрів - збільшення склало 50 літрів. При складених задніх кріслах цей показник виросте до 1304 літрів. Об'єм багажника Panamera Sport Turismo - 520 літрів. Якщо задні крісла опустити, то цей показник виросте до 1390 літрів.

### Оновлення 2020 року

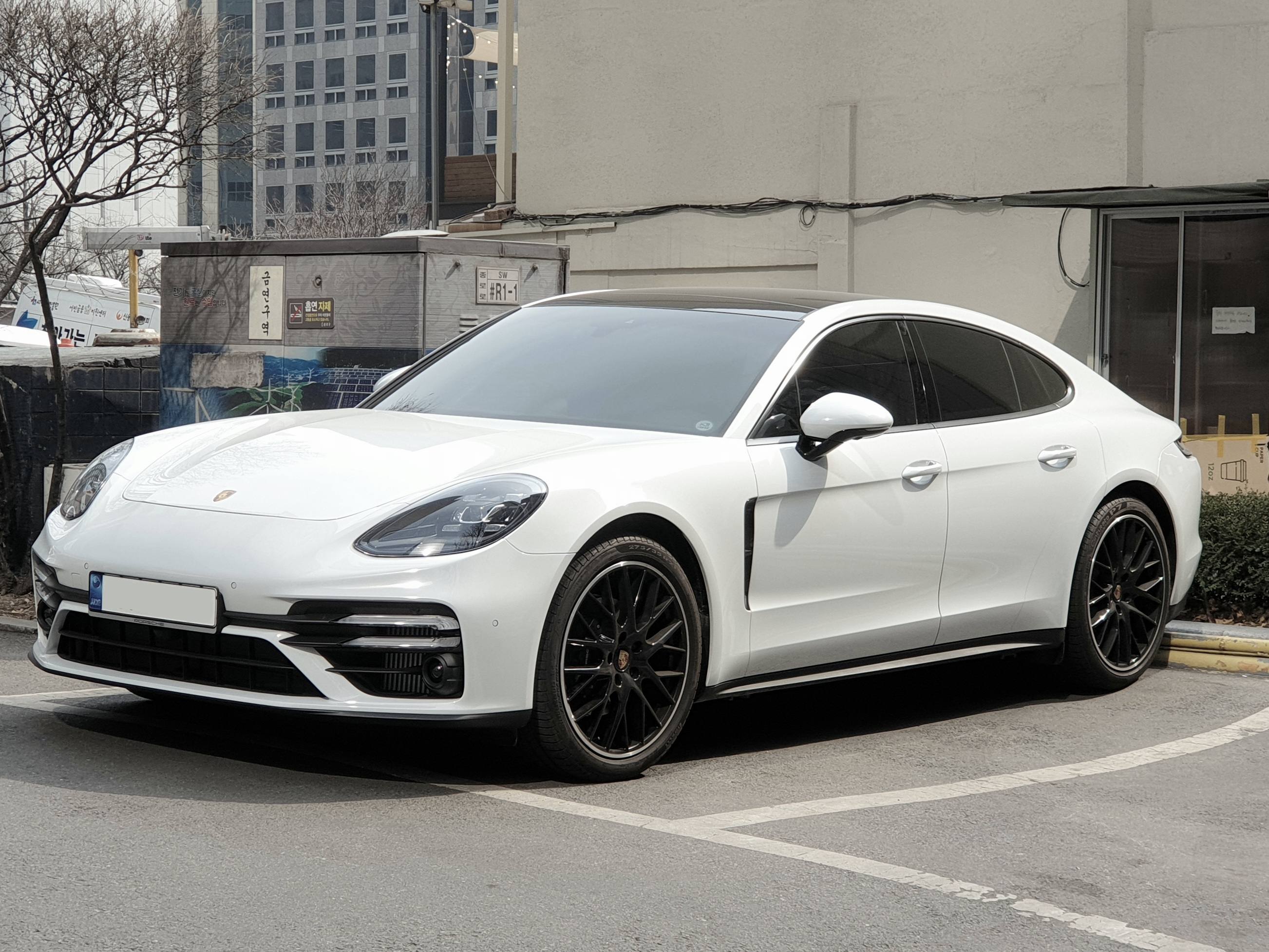
Porsche Panamera 4S E-Hybrid

Після чотирьох років з моменту прем’єри Panamera другого покоління відбулась значна модернізація моделі, яка була презентована у серпні 2020 року.
Компанія відразу показала всі три кузова — ліфтбек, довгобазову версію Executive та універсал Sport Turismo. Крім того, модель отримала дюжину модифікацій.
Найголовніше нововведення – модифікація Panamera Turbo S, яка прийшла на зміну попередньої Turbo і призначена на роль флагмана. Її чотирилітровий V8 форсували на 80 к.с. і 50 Нм — до 630 к.с. і 820 Нм відповідно. У режимі Sport Plus розкішний спорткар розганяється до 100 км/год за 3,1 секунди й може розвинути максимальну швидкість у 315 км/год.
Кожен двигун Porsche Panamera 2020 з'єднаний з восьмиступінчастою PDK Porsche — автоматичною коробкою передач з подвійним зчепленням. Водії також можуть перемикатися вручну за допомогою кнопок на кермі. Базова модель Panamera оснащена заднім приводом. Всі інші моделі мають повний привід.
У 2021 модельному році Porsche переглянув лінійку комплектацій Panamera. Виробник замінив базовий турбований V6 двигун на силовий агрегат з подвійним турбонаддувом, а також збільшив на 27% ємність акумуляторів гібридних версій.
Всі комплектації Porsche Panamera 2022 отримали оновлену мультимедійну систему PCM 6.0 зі стандартним Android Auto, бездротовим Apple CarPlay, інтерфейсами Apple Music і Apple Podcasts.

### Двигуни
Бензинові:
- 3.0 л V6 турбо 330 к.с.
- 2.9 л V6 твін-турбо 440 к.с.
- 4,0 л V8 твін-турбо 550 к.с. (630 к.с. у весії Turbo S)

Дизельні:
- 4,0 л V8 твін-турбо 422 к.с.

Гібридні:
- 2.9 л V6 твін-турбо + електродвигун 462 к.с.
- 4,0 л V8 твін-турбо + електродвигун 680 к.с.

## Третє покоління (972; з 2023)

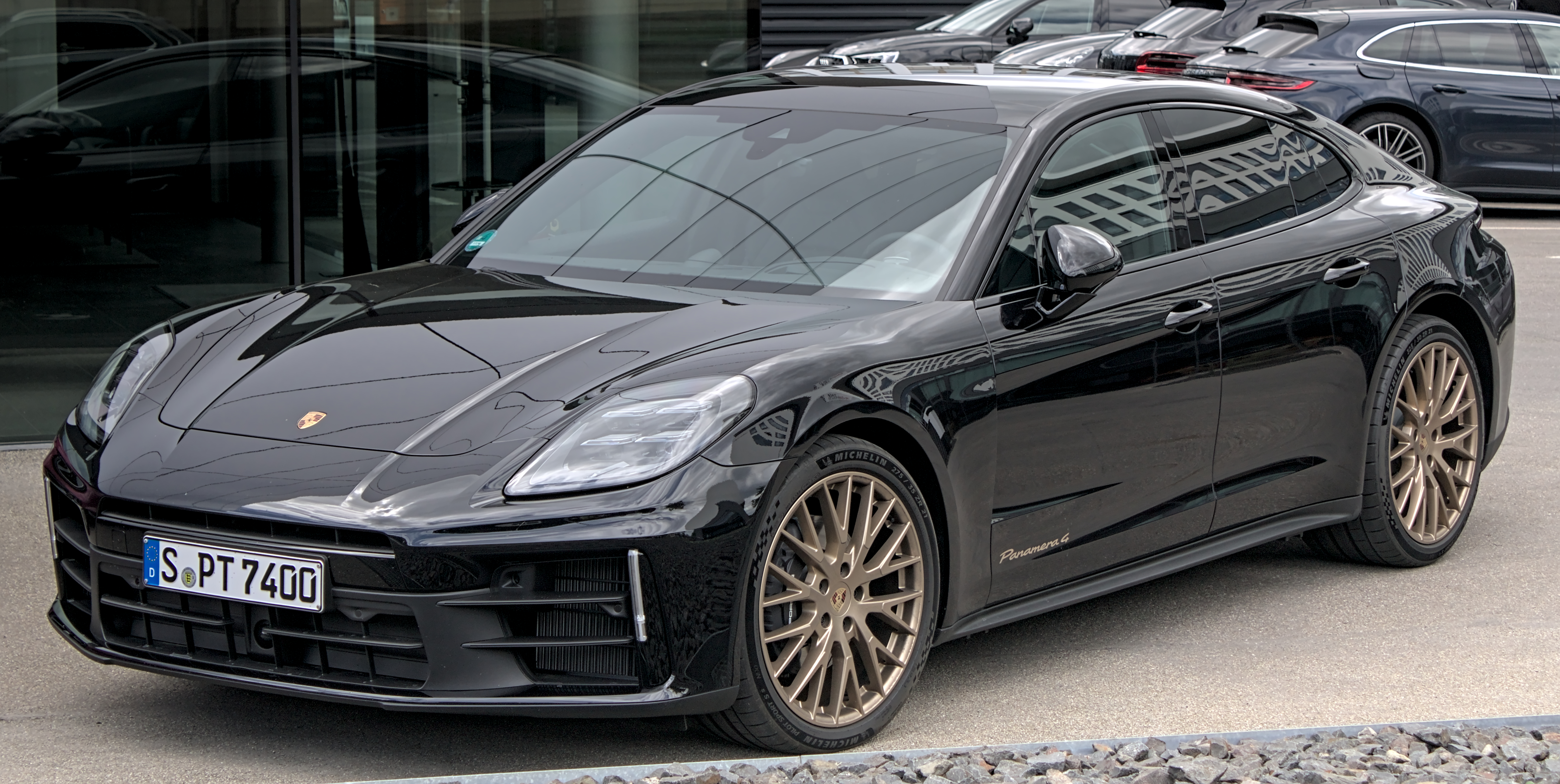
Porsche 972

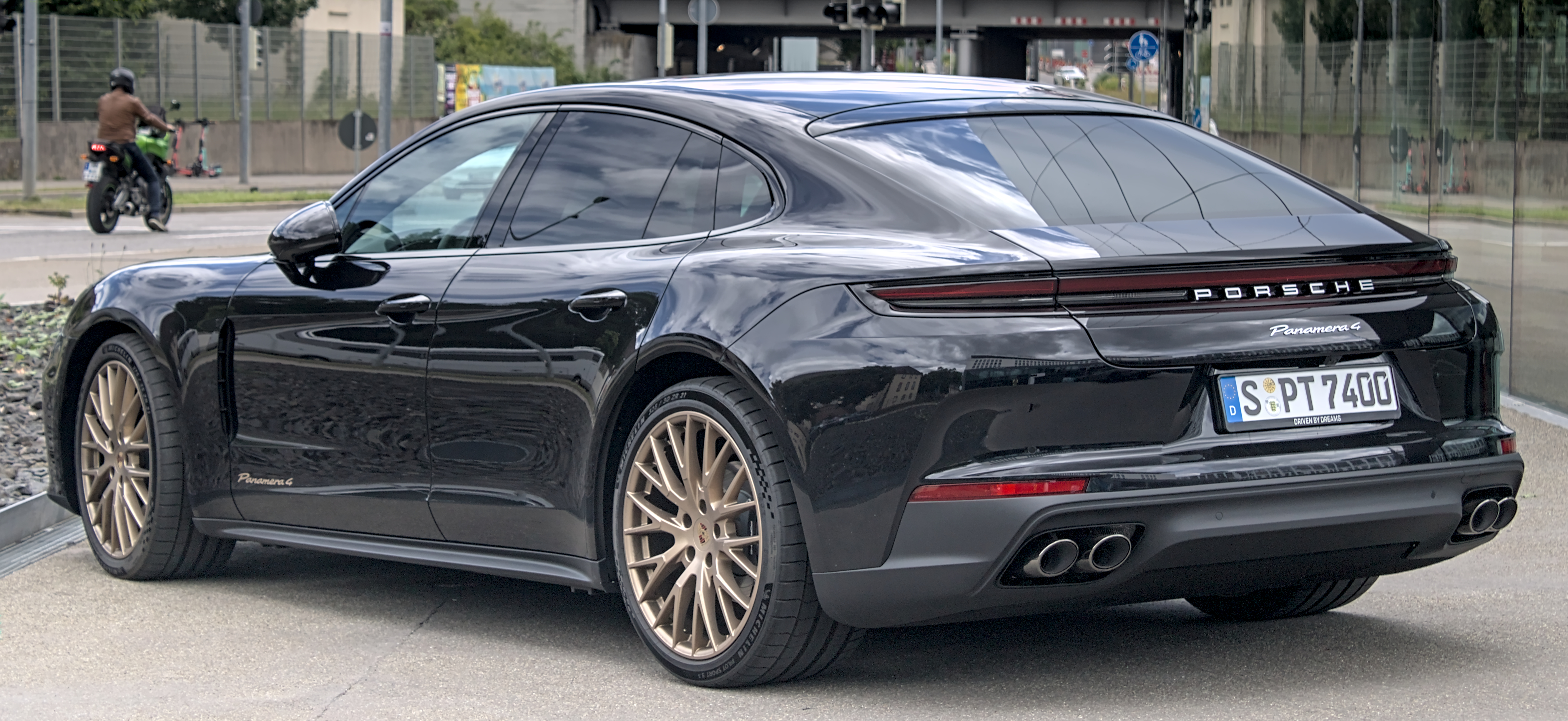

Третє покоління Panamera було офіційно представлено 24 листопада 2023 року, при цьому компанія Porsche представила Panamera 4 і Turbo E-Hybrid; Очікується, що подробиці про моделі Turbo S E-Hybrid і GTS будуть доступні пізніше. Згодом Porsche запропонує чотири різні варіанти трансмісії E-Hybrid.
Технічно автомобіль схожий на друге покоління. Shooting Brake більше не пропонується, оскільки моделі універсалів відіграють незначну роль на основних ринках Panamera – Китаї та США. Подовжена версія Executive залишається в модельному ряду. Поставки третього покоління почалися в березні 2024 року.
Багажник Porsche Panamera 2024 року розрахований на 495 л.

### Двигуни
- 2.9 л twin-turbo VW EA839 V6
- 2.9 л twin-turbo VW EA839 V6 + електродвигун (E-Hybrid)
- 4.0 л twin-turbo VW EA825 V8 + електродвигун (E-Hybrid)